# Scandales à l'Amirauté
Scandales à l'Amirauté (Emerald Point N.A.S.) est un feuilleton télévisé américain en 22 épisodes de 45 minutes créé par Richard Shapiro et Esther Shapiro, diffusé entre le 26 septembre 1983 et le 12 mars 1984 sur le réseau CBS.
En France, la série a été remontée et raccourcie en quelques téléfilms de 90 minutes et diffusée à partir du 2 juillet 1990 sur TF1.

## Synopsis
La série s'articule autour de la puissante famille Mallory, installée sur une base navale.

## Distribution
- Dennis Weaver (VF : Gabriel Cattand) : l'amiral Thomas Mallory
- Maud Adams (VF : Martine Meirhaeghe) : Maggie Farrell
- Andrew Stevens (VF : Emmanuel Jacomy) : lieutenant Glenn Matthews
- Jill St. John (VF : Liliane Patrick) : Deanna Kincaid
- Charles Frank (VF : Bernard Lanneau) : le lieutenant Simon Adams
- Richard Dean Anderson (VF : Philippe Peythieu) : le lieutenant Jack Warren
- Sela Ward (VF : Pauline Larrieu) : Elodie Adams (Hillary Adams en VO)
- Doran Clark (VF : Nathanièle Esther puis Kelvine Dumour) : l'enseigne Leslie Mallory
- Stephanie Dunnam (VF : Véronique Alycia) : Kay Mallory Matthews
- Susan Dey (VF : Françoise Cadol) : Celia Mallory Warren
- Patrick O'Neal puis Robert Vaughn (VF : Marcel Guido) : Harlan Adams #1

## Diffusion en France
Une séquence créée de toutes pièces à partir de scènes d'épisodes précédents a été insérée à la fin du dernier épisode, de manière à conclure la série de manière positive (alors qu'aux États-Unis la série s'était achevée sur un enlèvement dont l'issue ne fut jamais révélée puisque la série ne fut pas renouvelée pour une seconde saison).